# Relatta
Relatta is een geslacht van rechtvleugeligen uit de familie veldsprinkhanen (Acrididae). De wetenschappelijke naam van dit geslacht is voor het eerst geldig gepubliceerd in 1921 door Sjöstedt.

## Soorten
Het geslacht Relatta  is monotypisch en omvat slechts de volgende soort:
- Relatta serrata (Tepper, 1904)